# Giro de Lombardía 1957
El Giro de Lombardía 1957 fue la 51.ª edición de la Giro de Lombardía. Esta carrera ciclista organizada por La Gazzetta dello Sport se disputó el 20 de octubre de 1957 con salida y llegada a Milán después de un recorrido de 240 km.
La prueba estuvo a punto de no disputarse por un problema con los patrocinadores. Varios conjuntos se quejan de la publicidad del equipo Peugeot-BP-Dunlop porque no la consideran reglamentaria. Así las escuadras Leo-Chlorodont, Arbos-Bif Welter, Faema-Guerra, Asborno-Frejus y Carpano-Coppi deciden no tomar parte en la competición. Para envolver más la troca, el líder del Peugeot-BP-Dunlop y favorito a la victoria, Rik Van Steenbergen, abandona en los primeros kilómetros.
Así, con una participación muy reducida es el italiano Diego Ronchini (Bianchi) quién gana la cursa al imponerse en el esprint final a sus compatriotas Bruno Monti (Atala) y Aurelio Cestari (Lygie).
Miguel Poblet (Ígneos-Doniselli) es el primer español en acabar entre los diez primeros de la clasificación general a pesar de romper los frenos antes de la subida a Madonna del Ghisallo, lo cual le provoca que tenga que frenar con los pies y las manos.

## Desarrollo
La cursa se inicia al Velódromo Vigorelli a las 9:31 siendo la salida real a MilàVialba. Durante los primeros kilómetros se producen varios intentos de fuga que fracasan a la cabeza de poco. Emilio Bottecchia junto con Miguel Poblet y Juan Campillo lo prueban de salida, Mario Tosato lo intenta a Gerenzano (km. 17), después es Waldemaro Bartolozzi quien salta del gran grupo y en Tradete escapan nuevamente Poblet y Botecchia acompañados este golpe por Cleto Maule pero son neutralizados en la subida a Barcolina (km. 37).
Los corredores se calman hasta que disputan una prima que da Ígneos a Comerio, suyo de su fábrica, que gana un corredor de su equipo: Poblet.
Nuevamente reina la tranquilidad y sólo el incansable Bottecchia rueda fugado junto con Peppino Dante pero los dos son absorbidos por el gran grupo antes de Madonna del Ghisallo. En esta subida se producen varios ataques y por su cumbre (60 km a meta) pasan Diego Ronchini, Bruno Monti y Aurelio Cestari con 1' 07" sobre Angelo Conterno, 1' 37" sobre Marcel Rohrbach y dos minutos y medio sobre el grupo donde va Miguel Poblet.
Ronchini, Monti y Cestari consiguen mantener las distancias respecto a un grupo perseguidor formato por André Vlaeyen, Raymond Impanis, André Darrigade, Angelo Conterno, Cleto Maule y Jacques Anquetil y se juegan entre ellos la victoria al esprint siendo lo más rápido Ronchini.

## Clasificación general
| Posición | Ciclista        | Equipo            | Tiempo     |
| -------- | --------------- | ----------------- | ---------- |
| 1        | Diego Ronchini  | Bianchi           | 6h 09' 45" |
| 2        | Bruno Monti     | Atala             | m. t.      |
| 3        | Aurelio Cestari | Lygie             | m. t.      |
| 4        | André Vlayen    | Peugeot-BP-Dunlop | + 16"      |
| 5        | Raymond Impanis | Peugeot-BP-Dunlop | m. t.      |
| 6        | André Darrigade | Helyett           | m. t.      |
| 7        | Angelo Conterno | Bianchi-Pirelli   | m. t.      |
| 8        | Cleto Maule     | Torpano           | + 52"      |
| 9        | Dino Bruni      | Bianchi-Pirelli   | + 5' 27"   |
| 10       | Miguel Poblet   | Ígneos-Doniselli  | m. t.      |